# Trichosalpinx fissa
Trichosalpinx fissa är en orkidéart som beskrevs av Carlyle August Luer. Trichosalpinx fissa ingår i släktet Trichosalpinx och familjen orkidéer. Inga underarter finns listade i Catalogue of Life.